# ONE ～光辉的季节～
《ONE ～光辉的季节～》（ONE 〜輝く季節へ〜）是NEXTON的旗下品牌Tactics于1998年5月29日发售的恋爱冒险類型成人遊戲，後來改編成OVA、漫畫和小說。2023年12月22日發售重製版《ONE.》。由於是以Key所属的工作人员为中心制作的游戏，因此常被視為Key的游戏。被視為Key社季節組曲中的「秋」。

## 概要
《ONE ～光辉的季节～》是一款浪漫視覺小說，玩家扮演角色折原浩平。玩家在遊玩時將會花費大多數時間觀看出現在螢幕上的文字敘述、人物對話以及角色心理等，藉由這樣的方式除了讓故事獲得進展外，也可以與遊戲角色對話進行交流。在每次閱讀故事發展以及與其他角色對話後，玩家便有機會能夠在與角色互動時從遊戲提供的數個選項中挑選其中一項，此時遊戲會暫停一會兒以提供玩家依據先前的對話作出決定。遊戲中會有折原浩平與其中一名女主角性愛的色情場景，不過NEXTON公司之後推出無色情內容的「面向全年齡」版本。
主人公在一天又一天的学园生活之中，由于怀疑自己终将失去这平淡的日常，而被逐渐吸引到被称作“永恒的世界”的另一个精神世界中去。本作是一部以已经逝去的思念和为了生存下去的羁绊为主题的寓言式的作品。用朦胧的恋爱场景吸引玩家的感情，之后用戏剧性的离别和再会的场景将玩家感动得热泪盈眶，本作的这种套路成为之后恋爱冒险游戏的一种模式。正因为如此，本作也被认为是开创“泣系”GAL的作品之一。元长征木曾评论说，ONE的存在自身就是个奇迹，没有可以代替ONE的作品。另外，NEXTON的另一品牌BaseSon发售继承“永恒的世界”的设定的姐妹作ONE2～永远的约定～。
由于ONE的前作MOON.短期的销售额不如Tactics的处女作同棲，所以ONE的企划是比较容易确保销售额的学园恋爱游戏（MOON.是长期销售的类型）。制作的时候社长的命令是“制作像（Leaf的）To Heart那样的游戏！”，所以序章里主人公同青梅竹马的对话和To Heart非常相似。本作的核心“永恒的世界”在Visual Art Fan Book中的企划书里只不过被称作“不过是为了演出离别场景的舞台道具”而已。
因为除了担当制作人的YET11以外的几乎全部的工作人员都在次作的制作中途辞职加入Visual Art's，进入Key的作品的制作团队，本作和前作MOON.也被公认为Key系的作品。另外みらくる☆みきぽん在CLANNAD制作之后离开Key，转入NEXTON旗下的PSYCHO品牌（之后又进入はむはむソフト）。
在制作人员辞职之后，经历的小说化，PS平台移植，两次OVA化，廣播劇CD化，全语音版本的重制，基本上PC版本制作人员的大半都没有参与。特别是全年龄版本的OVA的设定和原作大相径庭，游戏中“永远是存在的哟”这句重要的台词甚至被用在意思完全相反的地方。
奈须蘑菇曾说本作品对他的作品的影响力很大。
有一种看法认为去“永恒的世界”的茜的青梅竹马就是Kanon里的相泽佑一的原型。

## 历史
- 1998年5月29日 - ONE～光辉的季节～发售。[1]
- 1998年8月31日 -2000年4月1日 - 小说版全四卷（文：館山緑）由Movic出版发售。没有年龄限制，但内容包括性描写。
- 1999年4月1日 - PS版光辉的季节由KID发售（全年龄对象）。[6]
  - 游戏名变化是因为当时索尼规定“18禁恋爱冒险游戏的移植版本不能和PC版用一样的名字”（同时期CAPCOM宣布将发售游戏名为“ONE”的STG游戏，也有改名是为了防止重名的说法）。
- 2000年9月14日 - AIS发售Memorial Selection ONE～光辉的季节～（所谓的廉价版）。[7]
- 2001年8月10日 - KSS发售全年龄对象OVAONE～光辉的季节～ （到2002年5月为止共发售4卷）。
- 2003年1月24日 - NEXTON发售ONE～光辉的季节～全语音版。[8]
  - 游戏著作权保护机能和一部分的CD-ROM不兼容，NEXTON的官网上登载解决办法。
- 2003年11月21日 - Cherry Lip发售18禁OVAONE～光辉的季节～True Stories（到2004年5月共发售3卷）。
- 2007年2月9日 - 河本产业发售i-αppli版ONE～光辉的季节～。[9]
- 2007年3月1日 - Magicseed旗下的Gal Play发售BREW版ONE～光辉的季节～。[10]
- 2007年6月1日 - NEXTON发售ONE～光辉的季节～vista动作确认版。[11]
- 2007年7月2日 - Magicseed发售S!αppli版ONE～光辉的季节～。
- 2010年2月26日 - Gyutto独家发售网络下载版ONE～光辉的季节～。[12]

## 人物介绍
声优按PS版/Drama CD/全年龄对象OVA版/PC全语音版/refine版顺序排列。
折原浩平
声：无/野岛健儿/谷山纪章、吉田小百合（幼年）/无/无
主人公。游戏中可以改变名字。高二学生。小时候父母双亡，现在寄住在叔母家。因为几乎没有和叔母说话的机会，可以算作在过独居生活。加入几乎没有社团活动的轻音乐部。总是与青梅竹马的长森瑞佳和转學生七濑留美逗着玩，可以算是一个温柔的保姆。因为独居生活的缘故，各种家务活都很拿手，擅长且只会做的料理是炒饭。
从和妹妹死别开始，开始走向“永恒的世界”的旅行。随着时间的流逝浩平渐渐被周围的人淡忘，因此他开始寻找把自己的存在和其他人紧紧相连的羁绊。浩平对幼时妹妹的记忆和对瑞佳的记忆混在一起。
长森瑞佳
声：饭冢雅弓/皆口裕子/川澄绫子/木村彩香/石见舞菜香
主人公的青梅竹马，同班同学。主人公经常跟她开没有意义的玩笑，虽然叹着气，但是经常做如每天早上去叫醒主人公之类的照顾人的事情，是个好人。社团活动是乐队里的大提琴手。喜欢牛奶，甚至可以把牛奶当作饭吃。另外瑞佳喜欢猫，在家里养着很多猫。因为句尾经常加“～哟”、“～哦”，在剧中被叫做“哟哦星人”（只有一次）。一直很在意主人公找不到女朋友的事情。瑞佳在男生中人气很高，不過主人公没有意识到。
幼时的瑞佳的身姿成为主人公走向“永恒的世界”的引路人（？）的模板。
七濑留美
声：横山智佐/大本真基子/寺田春日/日下千鹤/前田佳織里
转校到主人公的学校里的女生。原来是剑道部的，因为腰部的伤病放弃剑道转而以“真·淑女”为目标。为此她对周围的人表现得像淑女一样，只有对第一印象不好的主人公表现出本来的性格。现在暂时属于回家部，希望加入文化系的社团。另外，好像很喜欢之前学校的校服，虽然有现在学校的校服也仍旧穿着以前的。不擅长对付总是拉自己马尾的茧。
川名岬
声：雪乃五月/雪乃五月/豐嶋真千子/须本绫奈/愛美
主人公的上级生，小学的时候因为事故双目失明。在夕阳下，学校的屋顶上与主人公邂逅。虽然背负着失明的残疾，但却没有因此对陌生人心有戒备，是和谁都能打成一片的擅长社交的性格。因为高中校园在家的对面，曾经是失明前玩耍的地方，所以不借助手杖就可以去学校。但是却因为惧怕而不敢去像商店街之类的外面的世界。另外岬不想因为自己的残疾而束缚对方，所以一直拒绝和异性交往。岬的饭量出人意料地大，曾经一个人吃掉好几个人份的咖喱。为了帮助好朋友深山雪见偶尔去演剧部露脸。
上月澪
声：无/没有出场/浅野真澄/无/高森奈津美
主人公的下级生。表情丰富。因为残疾无法开口说话，在素描本上写字来进行会话（PS版和PC全语音版没有声优。OVA版也不过是“心之声”。）加入演剧部，是深山雪见的后辈。因为扮演的都是剧中不能说话的角色，所以对自己的角色很熟悉。是个不小心把荞麦面洒到主人公身上的冒失娘。除了自己使用的素描本之外还保存着一本旧的素描本，澪很珍惜这本素描本。
椎名茧
声：大谷育江/没有出场/金井美香/芹园宫/高橋花林
大脾气，拒不去学校的女孩。比主人公年纪小的初中生。在茧失去自己唯一可以信任的朋友——雪貂妙妙的时候和主人公相遇。有什么讨厌的事情，茧会马上叫着那只雪貂的名字哭起来。主人公为了帮助她成长而将她带到教室里。最喜欢的食物是红烧鱼汉堡。喜欢像雪貂一样的长长的东西，留美的马尾和蛇布偶之类的都很喜欢。
里村茜
声：中川亚纪子/山崎和佳奈/吉田小百合/みる/立花日菜
主人公同班的无口少女。下雨天一个人在空地里站着的时候和主人公相遇。自从喜欢的青梅竹马的少年消失到“永恒的世界”的时候开始，下雨天总会在雨中的空地等待他的归来。喜欢料理，自己做便当。非常喜欢甜食。对周围的人不怎么敞开心扉，主人公提议做点什么的时候总是回答“不要”。只有诗子能和她普通地对话。梳着长长的马尾辫。
广濑真希
声：川上友子/没有出场/未确认/内村みるく/高田憂希
主人公的同班同学。对人气很高的转校生留美做了很多恶作剧。
深山雪见
声：川澄绫子/没有登场/冰上恭子/神月葵/櫻井浩美
岬的青梅竹马，演剧部部长。在各种场合支持着岬，但是却曾被岬叫做“极恶人”。另外，为澪制作不说话也能演的角色。作品中没有出现全名。
椎名华穗
声：无/未确认/未确认/内村みるく
茧的养母。官方本来没有设定名字，华穗是粉丝写的二次创作小说中使用的名字，后来被官方所承认。
柚木诗子
声：南央美/长泽美树/矢岛晶子/内村みるく/西田望見
茜的青梅竹马。和茜不同校，最近没有怎么见到茜，因为担心她闯入茜的学校。误认为穿着转校前学校校服的七濑留美和自己一样是别的学校的学生，于是对主人公说“没关系”，诗子认为她可以堂堂正正地出席主人公学校的班会和毕业典礼。虽然和茜是青梅竹马，但是对去“永恒的世界”的少年的记忆已经完全消失。经常和主人公发生冲突。
住井护
声：无/坂口大助/未确认/中泽步/户谷菊之介
主人公的同班同学。喜欢热闹，擅长在上课时胡思乱想。曾经买过当时禁止学生购买的马券。在主人公家度过寒假，相当的懒惰。
折原美紗緒
声：无/没有出场/望月久代/早濑碧
主人公的妹妹。小时候因病（据作品中的描写推测是癌症）夭折。主人公与“永恒的世界”结下盟约的契机。
小坂由起子
声：无/没有出场/未确认/无
主人公的叔母。双亲死后主人公的监护人。工作很忙，早上很早就出门上班，游戏中没有和主人公对话的描写（但是有和主人公遇到的描写）。
冰上瞬
声：无/没有出场/保志总一朗/津波岚/坂田将吾
和主人公一样是轻音乐部的幽灵部员。言语行动神秘，让人困惑的少年。
以下角色是之后各版本制作者独自追加的，与PC初回版制作人员没有任何关系。
清水夏希
声：今井由香/没有出场/没有出场/没有出场/没有出场
PS版里出场。快要被车撞上的时候被主人公所救。喜欢像哥哥一样的主人公。追加的眼镜娘属性角色。
城岛司
声：没有出场/绿川光/没有出场/没有出场/没有出场
小说版和廣播劇CD版里出场。设定是消失到“永恒的世界”里去的茜的青梅竹马。喜欢的恩师死后，他像追随老师的身影一样消失。
南条纱江子
声：没有出场/藤卷惠理子/没有出场/没有出场/没有出场
小说版和廣播劇CD版里出场（小说里只出現名字）。茜的初中里的社会课老师。是很多学生仰慕的对象，司特别崇拜她。她的早逝是司的消失以及茜的自闭的契机。

## 永恒的世界
本作世界观设定的核心是主人公浩平突然去了其他的世界（永恒的世界）而消失，其他人对浩平的记忆也同时消失。但是游戏中关于永恒的世界作品中的说明很少，谜团重重。
过去
幼年的浩平在妹妹去世的时候知道“幸福的生活不会永远持续下去”。在此时，浩平听到“永恒是存在的，就在此处存在着”的话语，于是订下与“永恒的世界”的契约。但是，这些记忆被遗忘到浩平内心深处，直到故事开始“永恒的世界”的影响都没有显现出来。
故事中间
浩平在高中二年级的冬天回想起小时候的记忆，从消失的大约一周前开始按关系从疏到密的顺序被忘记，最终只有恋人一个人的记忆中的浩平没有消失，其他人全部忘记。
永恒的世界
永恒的世界的描写和担任角色脚本的两个人的风格有很大的不同。
故事结局
如果恋人直到最后也没有忘记，那么大约在消失的一年后主人公就会回来。
有说法认为冰上瞬的发言是关于“永恒的世界”的重要的线索。
永恒的世界是
- 和死后的世界同类并且类似的世界。
- 无论谁都能够到“永恒的世界”去（返回却很困难）。
- 人失去现实世界里的“基础”的时候会到“永恒的世界”去。
- 去“永恒的世界”可能需要和作为引路人的一个女孩同行。
- “永恒的世界”不是主人公个人的所有物而是一个公共空间。
- 从与引路人订下契约到去“永恒的世界”之间有一段“犹豫时间”。
- 在“犹豫时间”内与现实世界的人产生羁绊则去“永恒的世界”后1年左右就会回来。
- 订下契约后无法阻止一个人前往“永恒的世界”。
- 关于去“永恒的世界”的人的记忆大约从一周前开始从人们的心中遗忘，回来的时候会一下子回想起来。开始遗忘的时间因与要消失的人的关系要好程度而异。
- “永恒的世界”的引路人是替身（小瑞佳）呢还是现实中的人（妹妹）呢，订下契约前后的记忆会变得模糊。

ONE2～永远的约束～也使用“永恒的世界”这一名称，但由于ONE的主要制作人员都没有参与ONE2的制作，有人认为ONE和ONE2的“永恒的世界”的设定相似但不相同。
小说版ONE的“永恒的世界”与PC版相比，与“死”和“梦”的关联性更强。

## 制作人员
- 制作总指挥：YET11（吉泽务）
- 企划：麻枝准
- 脚本：麻枝准，久弥直树
- 原画：樋上至
- 图形：樋上至，みらくる☆みきぽん，しのり〜
- 音乐：折户伸治，YET11（吉泽务），いしさん，OdiakeS ，M.S

## OVA版
全年龄版的角色设定和背景设定等和原作完全不一样，故事也几乎是和原作毫不相同的展开。每卷描写和一个女主角的恋爱。

### 全年龄版
- 企划：なべぞう・小田泰之
- 监督・脚本・音响监督：杜野幼青
- 人物设定：佐藤淳
- 作画监督：柴山知宽
- 动画制作：Triple X
- 制作：KSS
- OP：Eternity
  - 作詞：並河祥太、作曲：岡崎律子、編曲：五十嵐洋・道祖尾昌章、歌：Millio
- ED-雨の章-：Rose
  - 作詞：並河祥太、作曲：岡崎律子、編曲：高橋一之、歌：吉田小百合
- ED-風の章-：impurity
  - 作詞：並河祥太、作曲：岡崎律子、編曲：道祖尾昌章、歌：寺田春日
- ED-雪の章-：風の見える日
  - 作詞：岡崎律子・並河祥太、作曲：岡崎律子、編曲：岩室晶子、歌：豊嶋真千子
- ED-桜の章-：このままがいいよ
  - 作詞：並河祥太、作曲：岡崎律子、編曲：高橋一之、歌：川澄綾子
- 商品
  - ONE 〜輝く季節へ〜 第1巻 雨の章 茜・詩子（发售日：2001年8月10日）[13]
  - ONE 〜輝く季節へ〜 第2巻 風の章 留美・瑞佳（发售日：2001年11月22日）[14]
  - ONE 〜輝く季節へ〜 第3巻 雪の章 みさき・澪（发售日：2002年2月22日）[15]
  - ONE 〜輝く季節へ〜 第4巻 桜の章 瑞佳・繭（发售日：2002年5月24日）[16]

### 成人版
- 企划：なべぞう・大石孝次
- 監督：ふくもとかん
- 脚本：大石哲也
- 人物设定：佐藤淳
- 作画監督：小林哲也（一卷）・水入渚（二卷・三卷）
- 音響監督：黛計
- 动画制作：ARMS
- 製作：チェリーリップス
- OP：輝く季節へ
  - 作詞・作曲：藤倉芹奈、編曲：原嘉朗、歌：坂本麗衣
- ED（OVA 1-2）：小説
  - 作詞・作曲：藤倉芹奈、編曲：原嘉朗、歌：坂本麗衣
- ED（OVA 3）：やさしさの魔法
  - 作詞・作曲：藤倉芹奈、編曲：原嘉朗、歌：坂本麗衣
- 商品
  - ONE 〜輝く季節へ〜 True Stories EPISODE1（发售日：2003年11月21日）[17]
  - ONE 〜輝く季節へ〜 True Stories EPISODE2（发售日：2004年2月27日）[18]
  - ONE 〜輝く季節へ〜 True Stories EPISODE3（发售日：2004年5月28日）[19]

## 小説
和Tactics的前作MOON.一样，ONE的小说全卷都是馆山绿执笔，每卷描写和一个女主角的恋爱故事（第1卷：长森瑞佳，第2卷：里村茜，第3卷：川名岬，第4卷：七濑留美）。因为Movic社终止游戏改编小说业务，以上月澪、椎名茧为主角的续卷没有发售。
- 出版社：Movic
- 作者：館山緑
- 商品[20]
  - ONE 〜輝く季節へ〜 Movic Game Collection 8（初版：1998年8月31日）ISBN 4-89601-388-3
  - ONE 〜輝く季節へ〜 2 Movic Game Collection 11（初版：1998年12月31日）ISBN 4-89601-420-0
  - ONE 〜輝く季節へ〜 3 Movic Game Collection 12（初版：1999年4月30日）ISBN 4-89601-434-0
  - ONE 〜輝く季節へ〜 4 Movic Game Collection 17（初版：2000年4月1日）ISBN 4-89601-480-4

## CD

### 原作相关

#### 原声集
除收录原作中的音乐的原声集外，还有Radio CM和Piano Arrange两个专辑。因为是Movic的限定商品所以流通量很少，现在的销售价依然超过定价。
- 发售者：Movic
- 商品[21]
  - ONE～光辉的季节～／SoundTrack（发售日：1998年12月6日）
    - 作曲・編曲：吉泽务（2、4、9、11、15、19）、折户伸治（1、3、5、8、10、12、14、16、18、20）、M.S.（6）、いしさん（7、13）、odiakes（17）
    - 編曲：Ryuji Murayama（Freeway）（22）、T.Yoshizawa/O.Ishikawa（23）

  - ONE～光辉的季节～／SoundTrack II Piano Arrange Version（发售日：1999年9月24日）
    - 編曲：Nobu Shingo（Freeway）

#### 廣播劇CD
收录同社发售的小说版改变的广播剧。专辑插图的作者是Production I.G。
- 发售者：Movic
- 商品[22]
  - ONE～光辉的季节～長森瑞佳 story “将你的内心放入我的胸怀”（发售日：1999年11月5日）
  - ONE～光辉的季节～里村茜 story “重要的地方”（发售日：1999年12月4日）
  - ONE ～光辉的季节～川名岬 story “被打开的心扉”（发售日：2000年1月30日）

### 全语音版相关

#### 原声集
- 发售者：NEXTON
- 商品
  - ONE～光辉的季节～Arrange SoundTrack "Sea Roars"（NOT FOR SALE）
    - 作曲：折户伸治（1、2、8、9、11、12）、いしさん（3）、YET11：（4、6、7、10）、M.S.（5）
    - 編曲：ようづきわたる（1）、下地和彦（2、4、6、8、12）、鈍☆吉：（3、9）、YUZ：（5、10）、柏木るざりん（7）、幸せの野ウサギ（11）

※ ONE～光辉的季节～全语音版同梱特典CD

### 全年龄版OVA相关
KSS发售，现在版权为softgarage旗下的JSDSS所有。

#### 原声集
- 发售者：KSS → JSDSS
- 商品
  - ONE～光辉的季节～Music from The Animation（发售日：2001年8月10日）[23]
  - ONE～光辉的季节～Vocal Mini album（发售日：2001年8月10日）
  - 上月 澪「三分之一的心」（NOT FOR SALE）
    - 作詞：並河祥太、作曲：岡崎律子、編曲：道祖尾昌章、歌：浅野真澄

※ 作为OVA全卷购入特典赠送。本CD如同澪的素描本一般，收录澪视点所画的女主角的Q版画像。

#### 廣播劇CD
- 发售者：KSS → JSDSS
- 商品
  - ONE～光辉的季节～triplet story（发售日：2001年11月22日）[24]
  - ONE～光辉的季节～miniature（发售日：2002年7月26日）[25]

### 成人版OVA相关

#### 原声集
- 发售者：ChambersRecords/HOBiRECORDS
- 商品
  - ONE～光辉的季节～True Stories Original SoundTrack Album（发售日：2003年11月21日）[26]

## 其他出版物

### 設定資料
PC版MOON.和ONE的设定资料集。全文刊登MOON.和ONE的企划书，是了解本作的制作过程的贵重的资料。卷末刊登吉泽务的采访。
- 发售者：Compass
  - Tactics設定原画集 MOON.&ONE～光辉的季节～（发售日：1998年10月）ISBN 4-87763-014-7[27]

### Visual Fun Book
PS版～光辉的季节～的設定資料集。卷末刊登有吉沢務、久弥直樹等人的采访，其中有关于“ONE”这个标题的意义，以及“永恒的世界”的重要的发言。
- 发售者：Aspect
  - ～光辉的季节～Visual Fun Book（发售日：1999年9月26日）ISBN 4-7572-0575-9

### 漫画
发售者：Movic
ONE～光辉的季节～Comic Anthology ISBN 4-89601-451-0
ONE～光辉的季节～Comic Anthology 2 ISBN 4-89601-468-5

发售者：Compass
Tactics Comic Anthology ONE～光辉的季节～篇（发售日：1999年5月） ISBN 4-87763-036-8